# Mário Schenberg
Mário Schenberg (ou Schönberg, ou Schoenberg), né le 2 juillet 1914 à Recife et mort le 10 novembre 1990 à São Paulo, est un physicien brésilien.

## Biographie
Il étudie à Faculté d'Ingénierie de Recife puis continue ses études à l'Université de São Paulo (USP). En 1935, il est diplômé en ingénierie et en mathématiques. 
De 1940 à 1942, il travaille aux États-Unis. Considéré comme le physicien théoricien le plus important du Brésil, il s'est particulièrement distingué dans le domaine de l'astrophysique, notamment par ses travaux sur la formation des supernovas avec George Gamow.
Il a aussi travaillé avec le physicien indien Subrahmanyan Chandrasekhar sur la « limite de Schönberg-Chandrasekhar » (1942).
En 1946, il est élu député pour le Parti communiste du Brésil, mais son élection est annulée. Il s'exile en Europe jusqu'en 1953. À son retour, il est nommé directeur du département de physique à l'Université de São Paulo. Il collabore alors activement avec David Bohm pendant l'exil de celui-ci au Brésil (1951-1955) et publie de nombreux articles importants en physique quantique et en algèbre géométrique. Il a représenté le Brésil à la conférence de Tokyo sur les particules élémentaires (1962).
À partir de 1958, il commence à écrire des critiques d'art. Collectionneur et ami de plusieurs artistes, il s'implique dans la Biennale de São Paulo. 
En 1962, il est à nouveau élu député, mais son élection est à nouveau annulée. 
Il est président de la Société brésilienne de physique de 1979 à 1981.